# Matt Mitchell
Matthew Mitchell (nació el 19 de julio de 1975) es un pianista y compositor de jazz estadounidense. También forma parte de la facultad del Center for Improvisational Music, con sede en Nueva York.

## Primeros años
Creció en Exton, Pensilvania. Empezó a tocar el piano por primera vez a los seis años y empezó a componer a  los diez. Recibió lecciones de jazz y teoría en una universidad desde los 12 años en esta etapa estuvo influenciado por los pianistas Keith Jarrett y Herbie Hancock.

## Vida posterior y carrera
Mitchell asistió a la Universidad de Indiana durante tres años y luego, a finales de la década de 1990, completó un máster en la Eastman School of Music y contacto con Tim Berne para obtener algunas de sus partituras. Mitchell tenía varios trabajos en Nueva York, pero decidió regresar a Filadelfia.
En 2011, Mitchell tenía un sexteto llamado Central Chain. En 2012, Mitchell presentó un nuevo trío, con Chris Tordini con el bajo y Dan Weiss en la batería. A principios de la década de 2010, Mitchell también formó parte de la banda Snakeoil de Berne, y del Large Ensemble y Claudia Quintet de John Hollenbec.
En 2014, Mitchell se unió a la banda de Rudresh Mahanthappa y grabó con él ese mismo año.